# Фулденски анали
Фулденските анали са историческа хроника за Източното франкско кралство от IX-X в. Наречени са по името на манастира във Фулда („Франкония“, дн. Германия), в чийто известен скрипториум са събирани и писани.
Съдържат уникални сведения за късния период на управлението на Каролингите и се разглеждат като източен аналог на западнофранкския ръкопис Бертински анали. Авторство се отдава на фулденските монаси и хронисти Айнхард и Рудолф.
Фулденските анали съдържат ценна информация за Вердюнските решения, а също така и за Нападенията на викингите, земетресението в Майнц. Важен източник за чешката история, Аналите разказват за полабските славяни, Великоморавия и Пршемисловците. Хрониката завършва с годината с възкачването на Лудвиг Детето на Източно-франкския престол.